# Ubiorek gorzki
Ubiorek gorzki (Iberis amara  L.) – gatunek  rośliny z rodziny kapustowatych. Roślina jednoroczna z Europy Południowej.  W Polsce uprawiana w ogrodach jako kwiat jednoroczny z siewu wprost do gruntu lub z rozsady. Roślina jednoroczna bez pędów płonnych.

## Rozmieszczenie geograficzne
Występuje w środkowej i południowej Europie (Anglia, Belgia, Niemcy, Szwajcaria, Francja, Hiszpania, Włochy). Rozprzestrzenił się także gdzieniegdzie poza tym rejonem swojego rodzimego występowania.

## Morfologia

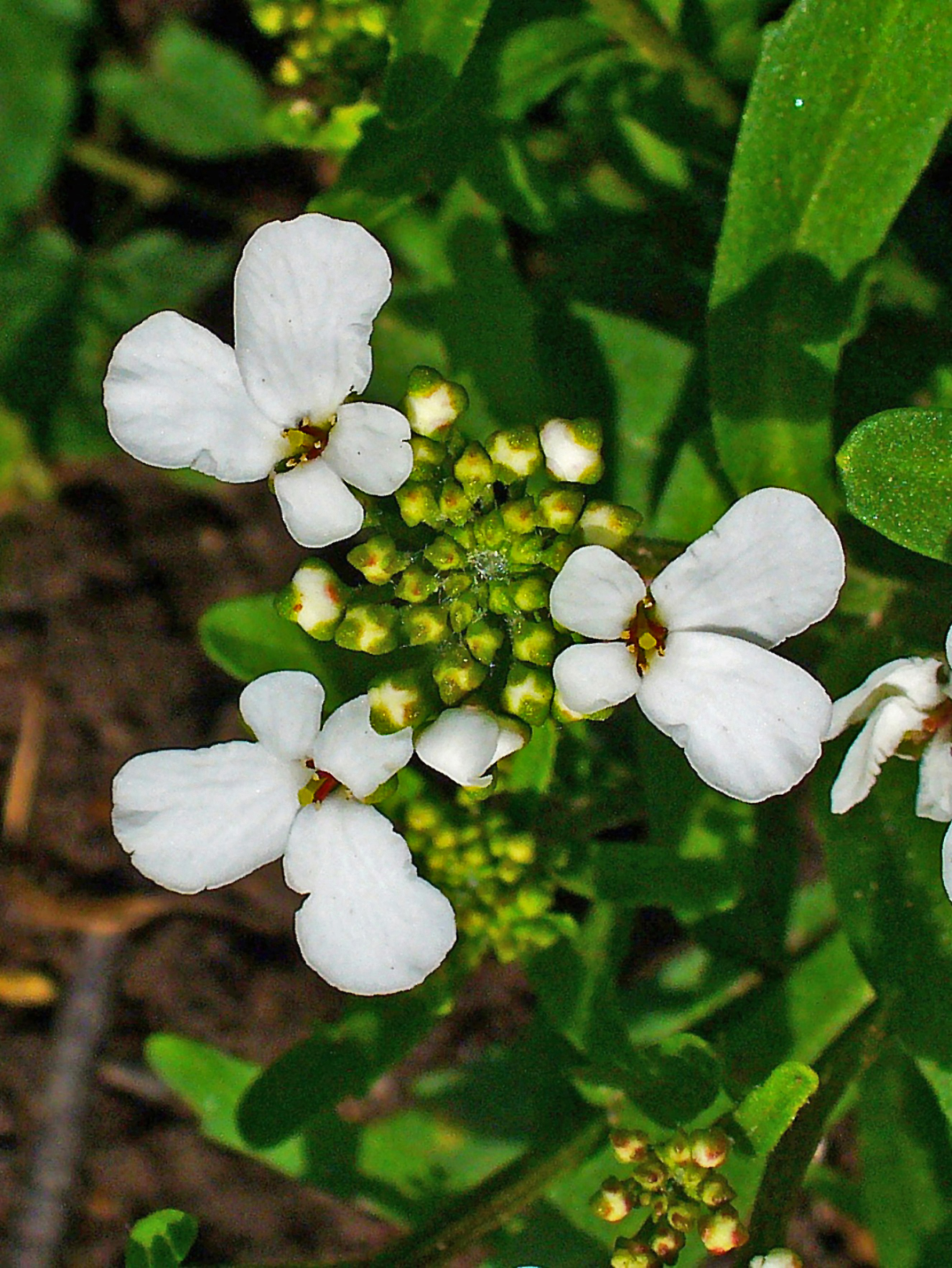
Kwiaty

Pokrój10-40cm wysokości.  Pędy rozgałęzione, pokrój poduszkowaty, 20–30 cm wysokości.
ŁodygaWzniesiona, słabo rozgałęziona, wysokość od 10 do 40 cm.
LiściePodłużnie klinowate, pierzasto podzielone, z 2-4 tępymi ząbkami po każdej stronie blaszki, rzadko całobrzegie.
KwiatyBiałe, czasami czerwonawe, w krótkich zbitych wydłużających się groniastych kwiatostanach. Podczas owocowania wydłużają się, wyraźnie dłuższe niż szersze; zgrupowane w szczytowej partii pędów w formie gęstokwiatowego walca. Kwiaty mają przyjemny zapach. Zewnętrzne płatki korony 6–8 mm długości. Odosiowe płatki korony do 8 mm długości, szyjka słupka do 2 mm długości. Kwitnie od czerwca do sierpnia.
OwoceŁuszczyny 3-5mm długości, z szyjką słupka 2-3.5mm długości, u dojrzałych owoców co najwyżej tak długą jak wcięcie, ten niezbyt głębokie 3-4× krótsze od pozostałej części łuszczyny. Owocostany wydłużone.
UwagiGatunek posiada liczne podgatunki i odmiany.

## Biologia i ekologia
Roślina jednoroczna. Siedlisko: pola, winnice, chętnie na glebach kamienistych.

## Zastosowanie
W wielu krajach jest uprawiany jako roślina ozdobna. Nadaje się do ogrodów skalnych, na rabaty, a także jako roślina okrywowa. Niektóre odmiany wykorzystywane są także na kwiat cięty. Rozmnaża się go przez wysiew nasion jesienią lub wiosną. Wymaga słonecznego stanowiska i gleby lekkiej, przepuszczalnej, o odczynie zasadowym (najlepiej  z dodatkiem dolomitu lub wapieni).

## Uprawa
Stanowisko w pełnym słońcu. Niewymagający co do gleby byle nie była podmokła lub kwaśna. Wysiew (500 szt./g) wprost do gruntu na przełomie kwietnia i maja. Docelowa rozstawa roślin co 10–15 cm w rzędzie i 20–25 cm między rzędami. W uprawie odmiany o szczególnie gęstym kwiatostanie pod nazwą „ubiorek hiacyntowy” (Iberis amara hyacintiflora). Ubiorek jest sadzony na rabatach kwiatowych, w ogrodach skalnych, na murkach. Często stosowany na obwódki lub sadzony w skrzynkach. Nadaje się na kwiat cięty.
Jako funkcjonalny zamiennik można polecić podobnego jednorocznego ubiorka tarczkowego (Iberis umbellata) który jest dostępny w różowych odmianach barwnych (nie tylko biały).